# Crotalaria capillipes
Crotalaria capillipes är en ärtväxtart som beskrevs av Roger Marcus Polhill. Crotalaria capillipes ingår i släktet sunnhampor, och familjen ärtväxter. Inga underarter finns listade i Catalogue of Life.